# Nati il 7 agosto
| Questa pagina contiene informazioni ricavate automaticamente dalle voci biografiche con l'ausilio del template Bio e di un bot. L'aggiornamento è periodico e automatico e ricostruisce completamente la pagina. Se manca una persona in questa lista, sei pregato di non aggiungerla, ma accertati piuttosto che la sua voce biografica contenga il template Bio e che i dati anagrafici siano correttamente compilati. Se il template Bio manca, inseriscilo tu stesso o, in alternativa, metti l'avviso {{tmp\|Bio}} che ne segnala la mancanza. Se i dati riportati sono sbagliati, correggi direttamente la voce biografica; le modifiche saranno visibili in questa lista entro pochi giorni. Per chiarimenti vedi il progetto biografie. La lista contiene solo le 1.107 persone che sono citate nell'enciclopedia e per le quali è stato implementato correttamente il template Bio. Pagina aggiornata al 17 ago 2025. |

## IV secolo(1)
- 317 - Costanzo II, imperatore romano († 361)

## XV secolo(2)
- 1420 - Margherita di Savoia, sovrana († 1479)
- 1454 - Markus Röist, ufficiale svizzero († 1524)

## XVI secolo(9)
- 1533 - Alonso de Ercilla, poeta, scrittore e esploratore spagnolo († 1594)
- 1533 - Valentin Weigel, teologo, filosofo e scrittore tedesco († 1588)
- 1546 - Pedricco de' Medici, nobile italiano († 1547)
- 1560 - Erzsébet Báthory, nobildonna ungherese († 1614)
- 1566 - Vincenzo Filliucci, gesuita e teologo italiano († 1622)
- 1574 - Robert Dudley, conte di Warwick, nobile, navigatore e cartografo inglese († 1649)
- 1590 - Carlo d'Asburgo, vescovo cattolico austriaco († 1624)
- 1597 - Edvige Maria di Sassonia-Lauenburg, nobildonna tedesca († 1644)
- 1600 - Eleonora Maria di Anhalt-Bernburg, principessa tedesca († 1657)

## XVII secolo(15)
- 1613 - Guglielmo Federico di Nassau-Dietz, nobile olandese († 1664)
- 1614 - Ferdinando I Gonzaga, nobile italiano († 1675)
- 1619 - Anna Caterina Vasa, principessa svedese († 1651)
- 1642 - Giovanni Battista Sanudo, vescovo cattolico italiano († 1709)
- 1644 - Daniel Mijtens II, pittore e disegnatore olandese († 1688)
- 1649 - Carlo Giuseppe d'Asburgo, nobile e vescovo cattolico austriaco († 1664)
- 1649 - Enrico VI di Reuss-Greiz, nobile tedesco († 1697)
- 1650 - Luigi Giuseppe di Guisa, nobile francese († 1671)
- 1661 - Enrico d'Elbeuf, nobile francese († 1748)
- 1673 - Giovanni Carlo Bonlini, letterato italiano († 1731)
- 1679 - Benedetto Erba Odescalchi, cardinale italiano († 1740)
- 1689 - Henrik Benzelius, arcivescovo luterano e teologo svedese († 1758)
- 1692 - Apollonio Nasini, pittore italiano († 1768)
- 1693 - Charles de Rohan-Rochefort, nobile francese († 1766)
- 1695 - Pietro Gradenigo, storico italiano († 1776)

## XVIII secolo(35)
- 1709 - Antonio Cantoni, arcivescovo cattolico italiano († 1781)
- 1716 - Gaetano Marzagaglia, matematico e presbitero italiano († 1787)
- 1720 - Annibale Faussone Scaravelli, nobile italiano († 1778)
- 1729 - Franz Friedrich Wilhelm von Fürstenberg, politico e educatore tedesco († 1810)
- 1729 - Giuseppe Lascaris di Ventimiglia, politico italiano († 1793)
- 1734 - Maria Anna Giuseppa di Baviera, principessa tedesca († 1776)
- 1735 - Claudine Picardet, chimica, meteorologa e mineralogista francese († 1820)
- 1737 - Gaetano Emanuele Bava di San Paolo, letterato e scrittore italiano († 1829)
- 1740 - Felice Piccaluga, organaro italiano († 1775)
- 1742 - Nathanael Greene, generale statunitense († 1786)
- 1743 - Rocco Bovi, scienziato italiano († 1831)
- 1750 - Gaetano Mattioli, violinista, direttore d'orchestra e compositore italiano († 1815)
- 1751 - Guglielmina di Prussia, principessa tedesca († 1820)
- 1752 - Gaetano Baccari, presbitero e bibliotecario italiano († 1839)
- 1757 - Abbondio Bernasconi, avvocato, notaio e politico svizzero († 1822)
- 1760 - Anna Maria Zwanziger, assassina seriale tedesca († 1811)
- 1763 - Jean-Baptiste Philibert Willaumez, ammiraglio francese († 1845)
- 1764 - Elihu Palmer, scrittore statunitense († 1806)
- 1769 - Karl Kajetan von Gaisruck, cardinale e arcivescovo cattolico austriaco († 1846)
- 1770 - Charles Colville, generale britannico († 1843)
- 1771 - Pietro Fea, pittore italiano († 1842)
- 1775 - Maria Brizzi Giorgi, compositrice, organista e pianista italiana († 1812)
- 1775 - Henriette Lorimier, pittrice francese († 1854)
- 1776 - Amalia di Nassau-Weilburg, nobile tedesca († 1841)
- 1777 - Antoine Risso, naturalista italiano († 1845)
- 1779 - Louis de Freycinet, navigatore e esploratore francese († 1842)
- 1779 - Carl Ritter, geografo tedesco († 1859)
- 1782 - Pietro Fontana, scultore italiano († 1857)
- 1783 - Amelia di Hannover, nobile inglese († 1810)
- 1783 - Pompeo Marchesi, scultore italiano († 1858)
- 1787 - Angelo Campana, politico italiano († 1862)
- 1790 - Jean Claude Colin, religioso francese († 1875)
- 1790 - Stefano Paulovich-Lucich, vescovo cattolico dalmata († 1853)
- 1792 - Alessandrina Tambasco, patriota italiana († 1879)
- 1795 - Francesco Zola, militare e ingegnere italiano († 1847)

## XIX secolo(137)
- 1802 - Germain Hess, chimico svizzero († 1850)
- 1802 - Joseph Whitaker, imprenditore britannico († 1884)
- 1803 - Luigi Martini, presbitero italiano († 1877)
- 1804 - Johan Nicolai Madvig, filologo classico, latinista e politico danese († 1886)
- 1805 - Gaetano Dura, pittore e litografo italiano († 1878)
- 1808 - Maurice Barman, politico svizzero († 1878)
- 1809 - Lorenzo Nelli, magistrato, giurista e politico italiano († 1878)
- 1811 - Carolina Bonafede, scrittrice e biografa italiana († 1888)
- 1811 - Adolf Christen, regista teatrale tedesco († 1883)
- 1811 - Gaetano Sanseverino, presbitero, teologo e filosofo italiano († 1865)
- 1812 - Giulio Carcano, politico, scrittore e giornalista italiano († 1884)
- 1813 - Giovanni Barbavara di Gravellona, politico italiano († 1896)
- 1813 - Paulina Kellogg Wright Davis, attivista e educatrice statunitense († 1876)
- 1816 - Filippo De Boni, giornalista, scrittore e politico italiano († 1870)
- 1818 - Henry Litolff, pianista, compositore e editore musicale tedesco († 1891)
- 1818 - Innocenzo Polcari, religioso, gesuita e scrittore italiano († 1908)
- 1818 - Lorenzo Rota, botanico, medico e naturalista italiano († 1855)
- 1819 - Ion Emanuel Florescu, politico e militare rumeno († 1893)
- 1819 - August Horislav Škultéty, scrittore, insegnante e pastore protestante slovacco († 1892)
- 1825 - Gaetano Antoniazzi, liutaio italiano († 1897)
- 1826 - August Ahlqvist, poeta e filologo finlandese († 1889)
- 1827 - Gaetano Jandelli, filosofo italiano († 1923)
- 1830 - Carlo Günther di Schwarzburg-Sondershausen, principe tedesco († 1909)
- 1831 - Frederic Farrar, presbitero, docente e scrittore indiano († 1903)
- 1832 - Julius Epstein, pianista croato († 1926)
- 1832 - Max Lange, scacchista e compositore di scacchi tedesco († 1899)
- 1834 - Sofia di Baden, principessa tedesca († 1904)
- 1835 - Roswell P. Flower, politico statunitense († 1899)
- 1836 - Evander Law, scrittore, insegnante e generale statunitense († 1920)
- 1836 - Paul Riant, storico francese († 1888)
- 1837 - Allan James Foley, basso irlandese († 1899)
- 1839 - Charles Hermans, pittore belga († 1924)
- 1840 - Donato Di Marzo, avvocato e politico italiano († 1911)
- 1844 - Auguste Michel-Lévy, ingegnere, geologo e mineralogista francese († 1911)
- 1846 - Hermann Paul, linguista e filologo tedesco († 1921)
- 1847 - Adeline Chapman, attivista inglese († 1931)
- 1848 - Francesco Paolo Cacciapuoti, chirurgo e politico italiano († 1934)
- 1848 - Alice James, scrittrice statunitense († 1892)
- 1849 - Paul Fürbringer, medico e chimico tedesco († 1930)
- 1854 - Julius Menadier, numismatico tedesco († 1939)
- 1855 - Vera Spiridonovna Ljubatovič, rivoluzionaria russa († 1908)
- 1857 - Pietro Kojunian, arcivescovo cattolico armeno († 1937)
- 1858 - Alceo Pastore, imprenditore italiano († 1946)
- 1859 - Gustave Belot, filosofo francese († 1929)
- 1859 - Fëdor Šechtel', architetto russo († 1926)
- 1860 - Brenno Bertoni, avvocato, giornalista e politico svizzero († 1945)
- 1860 - Alan Leo, astrologo e teosofo britannico († 1917)
- 1861 - Alfredo Codacci Pisanelli, giurista e politico italiano († 1929)
- 1862 - Paul Auguste Danguy, botanico francese († 1942)
- 1862 - Henri Le Sidaner, pittore francese († 1939)
- 1862 - Vittoria di Baden, regina († 1930)
- 1863 - Scipione Riva Rocci, medico italiano († 1937)
- 1865 - Micha Josef Berdyczewski, scrittore e giornalista ucraino († 1921)
- 1865 - Luděk Marold, pittore ceco († 1898)
- 1865 - Phillips Smalley, regista, attore e produttore cinematografico statunitense († 1939)
- 1866 - Ferdinando Rodolfi, vescovo cattolico italiano († 1943)
- 1867 - Emil Nolde, pittore danese († 1956)
- 1868 - Ernesto Artom, diplomatico e politico italiano († 1935)
- 1868 - Granville Bantock, compositore britannico († 1946)
- 1868 - Vladislav Iosifovič Bortkevič, economista e statistico russo († 1931)
- 1868 - Carlo Cattapani, giornalista, militare e artista italiano († 1925)
- 1868 - Jean-Baptiste Nguyễn Bá Tòng, vescovo cattolico vietnamita († 1949)
- 1869 - Frederick A. Thomson, regista, attore e sceneggiatore canadese († 1925)
- 1870 - Erasmo Boschetti, militare italiano († 1916)
- 1870 - Josef Ludwig Brems, vescovo cattolico belga († 1958)
- 1870 - Philip Herbert Cowell, astronomo britannico († 1949)
- 1870 - Gustav Krupp von Bohlen und Halbach, diplomatico e imprenditore tedesco († 1950)
- 1870 - Richard Lyon-Dalberg-Acton, II barone Acton, diplomatico inglese († 1924)
- 1871 - Abanindranath Tagore, pittore e scrittore indiano († 1951)
- 1872 - Andries Cornelis Dirk de Graeff, politico olandese († 1957)
- 1873 - Mansueto Gaudio, basso italiano († 1941)
- 1873 - Valentino Soldani, drammaturgo, giornalista e sceneggiatore italiano († 1935)
- 1874 - Georges Lefebvre, storico francese († 1959)
- 1875 - Fabio Majorana, ingegnere italiano († 1934)
- 1875 - Alfred Powlesland, crickettista britannico († 1941)
- 1875 - Giovanni Vittani, archivista, paleografo e storico italiano († 1938)
- 1876 - John August Anderson, astronomo statunitense († 1959)
- 1876 - Mata Hari, danzatrice e agente segreta olandese († 1917)
- 1876 - Willy Sulzbacher, schermidore tedesco († 1908)
- 1877 - Gino Aldi Mai, avvocato e politico italiano († 1940)
- 1877 - Leslie Hunter, pittore scozzese († 1931)
- 1877 - Ulrich Salchow, pattinatore artistico su ghiaccio svedese († 1949)
- 1878 - Maria Caspar-Filser, pittrice tedesca († 1968)
- 1879 - Francesco Menchinelli, fantino italiano
- 1880 - Algar Howard, genealogista, militare e araldista britannico († 1970)
- 1881 - Wilhelm Born, tiratore di fune e lottatore tedesco
- 1881 - François Darlan, ammiraglio e politico francese († 1942)
- 1881 - Wilhelm Dörr, tiratore di fune, multiplista e discobolo tedesco († 1955)
- 1881 - Ernest Jansen, politico sudafricano († 1959)
- 1882 - Felice Galazzi, ciclista su strada italiano († 1949)
- 1882 - Ernesto Paternò Castello di Carcaci, nobile e religioso italiano († 1971)
- 1882 - Arent Jan Wensinck, islamista olandese († 1939)
- 1883 - Joachim Ringelnatz, scrittore, cabarettista e pittore tedesco († 1934)
- 1884 - Billie Burke, attrice statunitense († 1970)
- 1884 - Nikolai Triik, pittore e grafico estone († 1940)
- 1885 - Renato Brozzi, scultore, incisore e orafo italiano († 1963)
- 1885 - Vittore Frigerio, giornalista e scrittore svizzero († 1961)
- 1885 - Gordon Harker, attore britannico († 1967)
- 1886 - Lothar Budzinsky, calciatore tedesco († 1955)
- 1886 - Bill McKechnie, giocatore di baseball e allenatore di baseball statunitense († 1965)
- 1886 - Edward Spears, generale britannico († 1974)
- 1886 - Jean d'Ylen, illustratore francese († 1938)
- 1887 - Hermann Rauschning, politico e saggista tedesco († 1982)
- 1888 - Ronald Thomas, tennista australiano († 1936)
- 1889 - Carlo Cocchi, calciatore italiano († 1951)
- 1889 - Georges Thierry d'Argenlieu, ammiraglio, diplomatico e religioso francese († 1964)
- 1890 - Hanoch Albeck, insegnante, rabbino e docente israeliano († 1972)
- 1890 - Alberto Cassoli, militare italiano († 1941)
- 1890 - Joseph Frantz, militare e aviatore francese († 1979)
- 1890 - Emanuele Garda, ciclista su strada italiano († 1970)
- 1890 - Willard Greim, allenatore di pallacanestro e dirigente sportivo statunitense († 1982)
- 1890 - Elizabeth Gurley Flynn, attivista statunitense († 1964)
- 1890 - Fritz Wendhausen, attore, sceneggiatore e regista tedesco († 1962)
- 1891 - Nobuko, principessa Asaka, principessa giapponese († 1933)
- 1891 - Aleksandr Nikolaevič Poskrëbyšev, politico sovietico († 1965)
- 1892 - Kurt-Jürgen von Lützow, generale tedesco († 1961)
- 1893 - Günther Rittau, direttore della fotografia e regista tedesco († 1971)
- 1894 - Giuliano Gozi, politico e militare sammarinese († 1955)
- 1894 - Friedrich Hochbaum, generale tedesco († 1955)
- 1894 - Maria Martins, scultrice brasiliana († 1973)
- 1894 - Margaret Molesworth, tennista australiana († 1985)
- 1895 - Augusto Liverani, politico italiano († 1945)
- 1895 - Lucio Ridenti, attore e giornalista italiano († 1973)
- 1896 - Italo Cornia, medico e politico italiano († 1963)
- 1896 - Alberto Demicheli, politico uruguaiano († 1980)
- 1896 - Red Winn, giocatore di poker statunitense († 1980)
- 1897 - Mario Roghi, calciatore italiano († 1928)
- 1897 - Lenny Sachs, allenatore di pallacanestro e giocatore di football americano statunitense († 1942)
- 1897 - Carl Wery, attore tedesco († 1975)
- 1898 - Luigi Benedetti, politico italiano († 1962)
- 1898 - Francesco Carnevalini, militare italiano († 1936)
- 1898 - Tito Legrenzi, calciatore italiano
- 1899 - Léon Brillouin, fisico francese († 1969)
- 1899 - Francesco Libonati, avvocato e politico italiano († 1971)
- 1900 - Alberto Breglia, economista italiano († 1955)
- 1900 - Alan Helffrich, velocista statunitense († 1994)
- 1900 - Leon Sperling, calciatore polacco († 1941)

## XX secolo(879)
- 1901 - Giorgio Capecchi, attore e doppiatore italiano († 1968)
- 1901 - Konrad Heiden, storico e giornalista tedesco († 1966)
- 1901 - George Renwick, velocista britannico († 1984)
- 1901 - Guglielmo Schiratti, politico italiano († 1973)
- 1901 - Julija Ippolitovna Solnceva, regista e attrice sovietica († 1989)
- 1902 - Ann Harding, attrice statunitense († 1981)
- 1902 - Margaret Leahy, attrice inglese († 1967)
- 1902 - Douglas Lowe, mezzofondista britannico († 1981)
- 1902 - Nino Martini, tenore e attore italiano († 1976)
- 1902 - Mario Giovanni Spotti, militare italiano († 1942)
- 1903 - Charlotte Eisenblätter, antifascista tedesca († 1944)
- 1903 - Louis Leakey, paleontologo britannico († 1972)
- 1904 - Ralph Bunche, politologo e diplomatico statunitense († 1971)
- 1904 - Raymond Erith, architetto britannico († 1973)
- 1904 - Grandon Rhodes, attore statunitense († 1987)
- 1904 - Giuseppe Rossi, sindacalista e politico italiano († 1948)
- 1904 - Antonio Silgich, calciatore italiano
- 1904 - Tarō Takemi, medico giapponese († 1983)
- 1904 - Ulrich Tuchel, ingegnere e imprenditore tedesco († 1986)
- 1905 - Arthur Kvammen, calciatore norvegese († 1968)
- 1906 - Alberto Denegri, calciatore e allenatore di calcio peruviano († 1973)
- 1906 - Nelson Goodman, filosofo statunitense († 1998)
- 1906 - Dezider Milly, pittore e grafico slovacco († 1971)
- 1907 - Angelo Accatino, calciatore italiano († 2001)
- 1907 - Luigi Bernardi, calciatore e allenatore di calcio italiano († 1979)
- 1907 - Bernard Brodie, chimico inglese († 1989)
- 1907 - Nuccia Natali, cantante italiana († 1963)
- 1908 - Robert Bernardis, militare austriaco († 1944)
- 1908 - Rino Tami, architetto svizzero († 1994)
- 1908 - Eqrem Çabej, linguista albanese († 1980)
- 1909 - Alessandro Bianconcini, partigiano italiano († 1944)
- 1909 - Angelo Bocchi, calciatore e allenatore di calcio italiano
- 1909 - Giuseppe Dessì, scrittore italiano († 1977)
- 1909 - Bruno Longhi, antifascista italiano († 1945)
- 1909 - Roberto Ugo di Borbone-Parma, nobile austriaco († 1974)
- 1910 - Aleksejs Auziņš, calciatore e hockeista su ghiaccio lettone († 1997)
- 1910 - Tommaso Corallo, arbitro di calcio italiano († 1997)
- 1910 - Orlando Magini, calciatore italiano
- 1910 - Kajetán Matoušek, vescovo cattolico ceco († 1994)
- 1910 - Giuseppe Traverso, allenatore di calcio e calciatore italiano († 1999)
- 1911 - Leonetto Amadei, giurista e politico italiano († 1997)
- 1911 - István Bibó, avvocato e politico ungherese († 1979)
- 1911 - Beniamino De Maria, politico italiano († 1994)
- 1911 - Salvatore Musmeci, calciatore e allenatore di calcio italiano († 1969)
- 1911 - Antonio Piolanti, presbitero e teologo italiano († 2001)
- 1911 - Nicholas Ray, regista e sceneggiatore statunitense († 1979)
- 1912 - Valerio Chiappo, calciatore italiano
- 1912 - Maurice Henry Dorman, politico britannico († 1993)
- 1912 - Nino Lamboglia, archeologo italiano († 1977)
- 1912 - Stephen Lysak, canoista statunitense († 2002)
- 1912 - Enrico Mara, ciclista su strada italiano († 1979)
- 1912 - Gastone Ruzzante, calciatore italiano
- 1912 - Võ Chí Công, politico vietnamita († 2011)
- 1913 - Giorgio Bacchi, politico italiano († 1974)
- 1913 - Armando Creziato, calciatore e allenatore di calcio italiano
- 1913 - Gustave Vereecken, cestista belga
- 1914 - Rolando Bacigalupo, cestista peruviano († 1989)
- 1914 - Pietro Carboni, militare italiano († 1944)
- 1914 - Jean Carmignac, presbitero e biblista francese († 1986)
- 1914 - Fernando Cerchio, regista, sceneggiatore e montatore italiano († 1974)
- 1914 - Mario Mondello, diplomatico e ambasciatore italiano († 2003)
- 1914 - Ted Moore, direttore della fotografia sudafricano († 1987)
- 1914 - Allan Snyder, truccatore statunitense († 1994)
- 1914 - Constance Stuart Larrabee, fotografa sudafricana († 2000)
- 1914 - Ester Toivonen, attrice e modella finlandese († 1979)
- 1914 - June Travis, attrice statunitense († 2008)
- 1915 - Mariano Amaro, calciatore e allenatore di calcio portoghese († 1978)
- 1915 - Hans-Robert Knoespel, ornitologo, esploratore e militare tedesco († 1944)
- 1916 - Lawrence Picachy, cardinale e arcivescovo cattolico indiano († 1992)
- 1917 - Melvin Evans, politico e diplomatico americo-verginiano († 1984)
- 1917 - Andrea Mascagni, politico, partigiano e musicista italiano († 2004)
- 1917 - Charles Sibley, ornitologo e biologo statunitense († 1998)
- 1917 - Rafael Tello, avvocato, presbitero e teologo argentino († 2002)
- 1917 - Tengku Zainab, sovrana malese († 1993)
- 1918 - Alfredo Maisto, mafioso italiano († 1976)
- 1919 - Kim Borg, basso-baritono e compositore finlandese († 2000)
- 1919 - John Paul Hogan, chimico statunitense († 2012)
- 1919 - Jack Jacobs, giocatore di football americano statunitense († 1974)
- 1920 - Françoise Adret, ballerina, coreografa e insegnante francese († 2018)
- 1920 - Mario Astorri, calciatore e allenatore di calcio italiano († 1989)
- 1920 - Antonín Bradáč, calciatore cecoslovacco († 1991)
- 1920 - Glauco Della Porta, economista e politico italiano († 1976)
- 1920 - Edward Klabiński, ciclista su strada polacco († 1997)
- 1920 - Josef Musil, calciatore austriaco († 2005)
- 1920 - Natale Rauty, ingegnere e storico italiano († 2014)
- 1920 - Ali Wali, politico e ingegnere egiziano
- 1921 - Jane Adams, attrice statunitense († 2014)
- 1921 - Karel Husa, compositore e direttore d'orchestra ceco († 2016)
- 1921 - Manitas de Plata, chitarrista francese († 2014)
- 1921 - Nando Martellini, giornalista italiano († 2004)
- 1921 - Maurice Tillieux, fumettista belga († 1978)
- 1922 - René Bader, calciatore svizzero († 1995)
- 1922 - Mario Bernardel, calciatore italiano
- 1922 - Franco Tedeschi, politico italiano († 2006)
- 1922 - Pierre Trabaud, attore, comico e doppiatore francese († 2005)
- 1922 - Maurizio Vitale, filologo italiano († 2021)
- 1923 - Alessandro Panichi, partigiano italiano († 1943)
- 1923 - Mario Pinna, geografo italiano († 2001)
- 1923 - Ryōtarō Shiba, scrittore giapponese († 1996)
- 1923 - Liane Berkowitz, antifascista tedesca († 1943)
- 1924 - Arnold Buss, psicologo statunitense († 2021)
- 1925 - Anton Bodem, presbitero e teologo ceco († 2007)
- 1925 - Anthony Gaggi, mafioso statunitense († 1988)
- 1925 - Frederick Gehring, matematico statunitense († 2012)
- 1925 - Al Guokas, cestista statunitense († 1990)
- 1925 - Armand Gaétan Razafindratandra, cardinale e arcivescovo cattolico malgascio († 2010)
- 1926 - Stan Freberg, attore, doppiatore e regista statunitense († 2015)
- 1926 - Antonio Gambino, giornalista e saggista italiano († 2009)
- 1926 - Amo Houghton, politico statunitense († 2020)
- 1926 - Sue Kaufman, scrittrice statunitense († 1977)
- 1926 - Géza Kádas, nuotatore ungherese († 1979)
- 1926 - Carla Liliana Martini, partigiana italiana († 2017)
- 1926 - Bowen Stassforth, nuotatore statunitense († 2019)
- 1927 - Alfredo Angeli, regista televisivo, regista cinematografico e sceneggiatore italiano († 2005)
- 1927 - George Busbee, politico statunitense († 2004)
- 1927 - Edwin Edwards, politico statunitense († 2021)
- 1927 - Ien van den Heuvel, politica olandese († 2010)
- 1927 - Art Houtteman, giocatore di baseball statunitense († 2003)
- 1927 - Carlo di Lussemburgo, principe lussemburghese († 1977)
- 1927 - Hans Ludvig Martensen, vescovo cattolico danese († 2012)
- 1927 - Fabio Ruiz, cestista cubano
- 1927 - Carl Switzer, attore statunitense († 1959)
- 1927 - Margrit Zimmermann, pianista e compositrice svizzera († 2020)
- 1927 - Dušan Čkrebić, politico jugoslavo († 2022)
- 1928 - Carlo Ceriotti, ex calciatore italiano
- 1928 - Betsy Byars, scrittrice statunitense († 2020)
- 1928 - Jinous Nemat Mahmoudi, meteorologa iraniana († 1981)
- 1928 - James Randi, illusionista, divulgatore scientifico e personaggio televisivo canadese († 2020)
- 1928 - Helen Vita, attrice e cantante svizzera († 2001)
- 1929 - Michael Green, pittore e scultore britannico († 2022)
- 1929 - Sadi Gülçelik, cestista turco († 1980)
- 1929 - Don Larsen, giocatore di baseball statunitense († 2020)
- 1929 - Arrigo Petacco, giornalista, storico e sceneggiatore italiano († 2018)
- 1929 - Dick Schulze, politico statunitense
- 1930 - Vito Di Terlizzi, maratoneta italiano († 2021)
- 1930 - Sergio Fantoni, attore, doppiatore e regista teatrale italiano († 2020)
- 1930 - Lucio Flauto, attore, comico e conduttore televisivo italiano († 1987)
- 1930 - Franco Nicastro, giornalista e saggista italiano († 2023)
- 1930 - Toğrul Nərimanbəyov, pittore azero († 2013)
- 1930 - Franca Polesello, attrice italiana († 2021)
- 1930 - Veljo Tormis, compositore estone († 2017)
- 1930 - Veludo, calciatore brasiliano († 1973)
- 1931 - Dino Claudio, scrittore e poeta italiano († 2022)
- 1931 - Alberta Cox, cestista e allenatrice di pallacanestro statunitense († 2015)
- 1931 - Charis Juničev, nuotatore sovietico († 2006)
- 1931 - Vincenzo Siniscalchi, avvocato e politico italiano († 2024)
- 1932 - Abebe Bikila, maratoneta etiope († 1973)
- 1932 - Edward Hardwicke, attore britannico († 2011)
- 1932 - Emilio Lavazza, imprenditore italiano († 2010)
- 1932 - Zacharia Ofri, cestista israeliano († 2018)
- 1932 - Rien Poortvliet, pittore e disegnatore olandese († 1995)
- 1933 - Eddie Firmani, allenatore di calcio e ex calciatore sudafricano
- 1933 - Elinor Ostrom, politologa e economista statunitense († 2012)
- 1933 - Jerry Pournelle, autore di fantascienza, saggista e giornalista statunitense († 2017)
- 1933 - Friedhelm Ptok, attore e doppiatore tedesco
- 1933 - Edith Schönert-Geiß, numismatica tedesca († 2012)
- 1933 - Wilma Stockenström, scrittrice e poetessa sudafricana
- 1933 - Aldo Zargani, scrittore e superstite dell'Olocausto italiano († 2020)
- 1934 - Arturo Colombo, storico e giornalista italiano († 2016)
- 1934 - Giancarlo Crosta, canottiere italiano († 2024)
- 1934 - Richard Levinson, sceneggiatore e produttore televisivo statunitense († 1987)
- 1934 - Omar Pedro Méndez, ex calciatore uruguaiano
- 1934 - Alba Maria Orselli, storica italiana († 2022)
- 1934 - Dieter Schlesak, poeta, scrittore e insegnante rumeno († 2019)
- 1934 - Sándor Simó, produttore cinematografico, attore e regista ungherese († 2001)
- 1935 - Chet Forte, cestista, regista e produttore televisivo statunitense († 1996)
- 1935 - Rahsaan Roland Kirk, polistrumentista statunitense († 1977)
- 1935 - Maurice Murphy, trombettista britannico († 2010)
- 1935 - Lennart Wing, ex calciatore svedese
- 1936 - Valerij Isakov, regista sovietico († 2017)
- 1936 - Armando Onesti, preparatore atletico, allenatore di calcio e calciatore italiano († 2019)
- 1937 - Folker Bohnet, attore, regista e drammaturgo tedesco († 2020)
- 1937 - Tore Eriksson, biatleta svedese († 2017)
- 1938 - Dewi Bebb, rugbista a 15 e giornalista britannico († 1996)
- 1938 - Verna Bloom, attrice statunitense († 2019)
- 1938 - Bernard Eastlund, fisico statunitense († 2007)
- 1938 - Giorgetto Giugiaro, designer e imprenditore italiano
- 1938 - Roland Robertson, sociologo britannico († 2022)
- 1939 - Mile Bogović, vescovo cattolico croato († 2020)
- 1939 - Anjanette Comer, attrice statunitense
- 1939 - Mickey Kantor, politico e avvocato statunitense
- 1939 - Willie Penman, calciatore scozzese († 2017)
- 1939 - Manlio Vigna, calciatore italiano († 2017)
- 1940 - George Aghedo, percussionista e cantante nigeriano († 1996)
- 1940 - Jim Barrier, sciatore alpino statunitense († 2000)
- 1940 - Juan Biselach, ex calciatore peruviano
- 1940 - Paola Cagnoni, orientalista e iamatologa italiana († 2004)
- 1940 - Francesco Cardella, editore e imprenditore italiano († 2011)
- 1940 - Nicolò Catalano, dirigente sportivo italiano
- 1940 - Jean-Luc Dehaene, politico belga († 2014)
- 1940 - Erling Hokstad, allenatore di calcio e ex calciatore norvegese
- 1940 - Camilo Lorenzo Iglesias, vescovo cattolico spagnolo († 2020)
- 1940 - Alberto Maritati, magistrato e politico italiano
- 1940 - Uwe Nettelbeck, produttore discografico, giornalista e critico cinematografico tedesco († 2007)
- 1940 - Alberto Sironi, regista italiano († 2019)
- 1941 - Franco Columbu, culturista, attore e powerlifter italiano († 2019)
- 1941 - Bob Etheridge, politico statunitense
- 1941 - Thomas F. Hartnett, politico statunitense
- 1941 - Howard Johnson, musicista, polistrumentista e attore statunitense († 2021)
- 1941 - Volkert Kraeft, attore e doppiatore tedesco
- 1941 - Vladislav Lučić, ex cestista e allenatore di pallacanestro serbo
- 1941 - Evi Marandi, attrice greca
- 1941 - Silvio Vietta, critico letterario tedesco
- 1942 - Kazimierz Barburski, schermidore polacco († 2016)
- 1942 - Tobin Bell, attore statunitense
- 1942 - Sigfried Held, ex calciatore e allenatore di calcio tedesco
- 1942 - Garrison Keillor, scrittore e sceneggiatore statunitense
- 1942 - Massimiliana Landini Aleotti, imprenditrice italiana
- 1942 - Carlos Monzón, pugile e attore argentino († 1995)
- 1942 - Masa Saito, wrestler giapponese († 2018)
- 1942 - Michele Massimo Tarantini, regista, sceneggiatore e montatore italiano
- 1942 - B. J. Thomas, cantante e musicista statunitense († 2021)
- 1942 - Caetano Veloso, cantautore e chitarrista brasiliano
- 1943 - Giorgio Alverà, bobbista italiano († 2013)
- 1943 - Muḥammad Badīʿ, politico e docente egiziano
- 1943 - Lana Cantrell, cantante e avvocata australiana
- 1943 - Alain Corneau, regista francese († 2010)
- 1943 - Luigi De Pascalis, scrittore italiano
- 1943 - Bruno Onorato Fochesato, ex calciatore italiano
- 1943 - Mieke Jaapies, ex canoista olandese
- 1943 - Valerij Nepomnjaščij, allenatore di calcio e ex calciatore sovietico
- 1943 - Simeon Varčev, allenatore di pallacanestro bulgaro († 2020)
- 1943 - Keiko Yamamoto, doppiatrice giapponese († 2024)
- 1944 - Silvia Arzuffi, attrice teatrale, cabarettista e regista televisiva italiana († 2018)
- 1944 - Ferruccio Fazio, medico e politico italiano
- 1944 - Daniel Féret, politico belga
- 1944 - John Glover, attore statunitense
- 1944 - Giorgio Gorla, velista italiano
- 1944 - Andrew Gurr, diplomatico e politico britannico
- 1944 - Dave Morgan, pilota automobilistico e ingegnere britannico († 2018)
- 1944 - Robert Mueller, avvocato e dirigente pubblico statunitense
- 1944 - Giovanni Polidoro, biochimico e politico italiano
- 1944 - David Rasche, attore statunitense
- 1944 - Sergio Veljak, pallavolista e allenatore di pallavolo italiano († 2006)
- 1944 - Claudio Vellani, calciatore italiano († 2006)
- 1945 - Caroline Cellier, attrice francese († 2020)
- 1945 - Adu Celso, pilota motociclistico brasiliano († 2005)
- 1945 - Gaetano Fierro, politico italiano
- 1945 - Gino Fornaciari, patologo italiano
- 1945 - Guglielmo Gorni, filologo e italianista italiano († 2010)
- 1945 - Adriano Lombardi, calciatore e allenatore di calcio italiano († 2007)
- 1945 - Alan Page, magistrato e ex giocatore di football americano statunitense
- 1945 - Layda Sansores, politica messicana
- 1946 - Janusz Kruk, cantante, musicista e compositore polacco († 1992)
- 1946 - Kari Lahti, cestista finlandese († 1991)
- 1946 - John Cromwell Mather, astrofisico e cosmologo statunitense
- 1947 - Juan Ahuntchaín, allenatore di calcio e ex calciatore uruguaiano
- 1947 - Franciscus Henri, musicista, cantautore e personaggio televisivo olandese
- 1947 - Ridha Behi, regista, sceneggiatore e produttore cinematografico tunisino
- 1947 - Kerry Reid, ex tennista australiana
- 1947 - Roberto Rinani, politico italiano
- 1947 - Sofija Rotaru, cantante, attrice e produttrice discografica ucraina
- 1947 - Maurizio Sabatini, politico italiano († 2017)
- 1948 - Vladimir Alenikov, regista sovietico
- 1948 - James Patrick Allison, immunologo statunitense
- 1948 - Benjamin C. Bradlee, giornalista statunitense
- 1948 - Fred Brown, ex cestista statunitense
- 1948 - Daniel Díaz, ex calciatore cileno
- 1948 - Wolfgang Haas, arcivescovo cattolico liechtensteinese
- 1948 - Dan Halutz, generale israeliano
- 1948 - Dragan Kapičić, cestista e dirigente sportivo jugoslavo († 2024)
- 1948 - Paolo Pezzino, storico italiano
- 1949 - Jay Cassidy, montatore statunitense
- 1949 - Catherine Denguiadé, politica centrafricana
- 1949 - Gediz Göl, ex calciatore turco
- 1949 - Walid Jumblatt, politico e militare libanese
- 1949 - Tim Renwick, chitarrista e compositore britannico
- 1950 - David Cannon, ex maratoneta britannico
- 1950 - Dom Capers, allenatore di football americano statunitense
- 1950 - Rodney Crowell, cantautore e produttore discografico statunitense
- 1950 - Adriana Faranda, ex brigatista italiana
- 1950 - Jon Hall, programmatore statunitense
- 1950 - Mark Irwin, direttore della fotografia canadese
- 1950 - Kessai Note, politico marshallese
- 1950 - Dave Wottle, ex mezzofondista statunitense
- 1951 - Suzanne Bertish, attrice britannica
- 1951 - William Stanford Davis, attore statunitense
- 1951 - Gary Hall, ex nuotatore statunitense
- 1951 - Pete Way, bassista britannico († 2020)
- 1952 - Caroline Aaron, attrice e produttrice televisiva statunitense
- 1952 - Arne Amundsen, calciatore norvegese († 2014)
- 1952 - Claudio Gambini, ex calciatore italiano
- 1952 - Gérard Gili, allenatore di calcio e ex calciatore francese
- 1952 - Kees Kist, ex calciatore olandese
- 1952 - Renato Marson, allenatore di calcio e ex calciatore italiano
- 1952 - José Nazar, ex calciatore honduregno
- 1953 - Anelio Bocci, ex maratoneta italiano
- 1953 - Giancarlo Bozzo, autore televisivo italiano
- 1953 - Lesley Nicol, attrice inglese
- 1953 - Gene Short, cestista statunitense († 2016)
- 1953 - Guy André Marie de Kérimel, arcivescovo cattolico francese
- 1954 - Claudio Berlanda, ex calciatore italiano
- 1954 - Paco Casal, procuratore sportivo uruguaiano
- 1954 - Rajko Dujmić, cantautore e produttore discografico croato († 2020)
- 1954 - Valerij Gazzaev, ex calciatore e allenatore di calcio sovietico
- 1954 - Robert Jackson, ex giocatore di football americano statunitense
- 1954 - Susanna Javicoli, attrice, doppiatrice e dialoghista italiana († 2005)
- 1954 - Viktor Medvedčuk, politico e imprenditore ucraino
- 1954 - Jonathan Pollard, agente segreto israeliano
- 1954 - Antonio Resines, attore e comico spagnolo
- 1954 - Silvano Vigni, fantino italiano
- 1955 - Dez Dickerson, chitarrista e produttore discografico statunitense
- 1955 - Celso Guity, calciatore honduregno († 2021)
- 1955 - Wayne Knight, attore statunitense
- 1955 - Roberto Nobili, medico italiano († 2000)
- 1955 - John Rudd, ex cestista statunitense
- 1955 - Sandro Satta, sassofonista italiano
- 1955 - Donatella Scarnati, giornalista e conduttrice televisiva italiana
- 1955 - Vladimir Georgievič Sorokin, scrittore, drammaturgo e pittore russo
- 1955 - Bubba Wilson, ex cestista statunitense
- 1956 - Angelo Angelotti, criminale italiano († 2012)
- 1956 - Hrvoje Braović, allenatore di calcio croato
- 1956 - Stefano D'Aversa, allenatore di calcio e ex calciatore italiano
- 1956 - Hans Enoksen, politico groenlandese
- 1956 - Marco Falagiani, compositore, paroliere e arrangiatore italiano
- 1956 - Sergio Ferrentino, regista e conduttore radiofonico italiano
- 1956 - Christiana Figueres, diplomatica costaricana
- 1956 - Ernie Johnson Jr., giornalista statunitense
- 1956 - F. J. Ossang, regista, poeta e cantante francese
- 1956 - Clint Richardson, ex cestista statunitense
- 1956 - Kent Rominger, ex astronauta statunitense
- 1956 - Gerry Scotti, conduttore televisivo, conduttore radiofonico e attore italiano
- 1956 - Renzo Tondo, politico italiano
- 1956 - Adriana Villagrán, ex tennista argentina
- 1957 - Mark Bagley, fumettista statunitense
- 1957 - Enrico Caria, regista, scrittore e giornalista italiano
- 1957 - Giovanni De Murtas, politico italiano († 2000)
- 1957 - Paul Dini, sceneggiatore, produttore televisivo e fumettista statunitense
- 1957 - Aleksandr Ditjatin, ex ginnasta sovietico
- 1957 - Andrea Gotzmann, ex cestista tedesca
- 1957 - Sabit Hadžić, cestista e allenatore di pallacanestro bosniaco († 2018)
- 1957 - Lars-Erik Moberg, ex canoista svedese
- 1957 - Eduardo Rey Muñoz, ex calciatore peruviano
- 1957 - Juan Rojas Carvacho, ex calciatore cileno
- 1957 - David Shaughnessy, doppiatore e regista britannico
- 1957 - Roberto Tavola, ex calciatore italiano
- 1957 - Amalia Tinto, allenatrice di ginnastica ritmica italiana
- 1957 - Kyriakos Vidas, ex cestista statunitense
- 1958 - Shannon Cochran, attrice statunitense
- 1958 - Bruce Dickinson, cantautore britannico
- 1958 - Zlatko Krmpotić, allenatore di calcio e ex calciatore serbo
- 1958 - Rieko Matsuura, scrittrice giapponese
- 1958 - Alberto Salazar, ex maratoneta, mezzofondista e allenatore di atletica leggera statunitense
- 1958 - Zander Schloss, attore, compositore e bassista statunitense
- 1958 - Horacio Simaldone, ex calciatore argentino
- 1958 - Bart Staes, politico belga
- 1958 - Julian Wadham, attore britannico
- 1958 - Dmitrij L'vovič Zolotuchin, attore e regista russo
- 1958 - Miguel Ángel Zotto, ballerino argentino
- 1959 - Stephen Chow Sau-yan, cardinale, vescovo cattolico e religioso cinese
- 1959 - José Ramón Gallego, ex calciatore spagnolo
- 1959 - Christopher Johnson, imprenditore e dirigente sportivo statunitense († 2017)
- 1959 - Paolo Ravaglia, clarinettista italiano
- 1959 - Howard Richards, ex giocatore di football americano statunitense
- 1959 - Oscar Surián, ex calciatore paraguaiano
- 1960 - Antros Christodoulou, ex calciatore cipriota
- 1960 - Bojana Dornig, ex sciatrice alpina slovena
- 1960 - David Duchovny, attore, regista e scrittore statunitense
- 1960 - Deborah Ellis, scrittrice canadese
- 1960 - Mario Gálvez, ex cestista panamense
- 1960 - Joe McBride, allenatore di calcio e ex calciatore scozzese
- 1960 - Bruno Muccioli, ex calciatore sammarinese
- 1960 - Sławomir Oder, vescovo cattolico polacco
- 1960 - Rosana Pastor, attrice e politica spagnola
- 1960 - Giovanni Pistorio, politico italiano
- 1960 - Steven Rooks, ex ciclista su strada e pistard olandese
- 1961 - Angelika Aukenthaler, ex slittinista italiana
- 1961 - Vincent Castellanos, attore statunitense
- 1961 - Elena Davydova, ex ginnasta sovietica
- 1961 - Ricardo Graça Mello, cantante, musicista e attore brasiliano
- 1961 - Maurizio Landini, sindacalista italiano
- 1961 - Octavian Morariu, dirigente sportivo, ingegnere e ex rugbista a 15 rumeno
- 1961 - Eston Mulenga, calciatore zambiano († 1993)
- 1961 - Michelle Rocca, modella irlandese
- 1961 - Carlos Vives, cantautore, chitarrista e pianista colombiano
- 1961 - Maggie Wheeler, attrice statunitense
- 1962 - Adriano Baffi, dirigente sportivo, ex ciclista su strada e pistard italiano
- 1962 - Kyryll Bol'šakov, ex cestista, allenatore di pallacanestro e dirigente sportivo ucraino
- 1962 - Alison Brown, suonatrice di banjo, chitarrista e cantautrice statunitense
- 1962 - Albertino, disc jockey, conduttore radiofonico e personaggio televisivo italiano
- 1962 - Monica Esposito, storica delle religioni, traduttrice e sinologa italiana († 2011)
- 1962 - Tony Fiore, ex hockeista su ghiaccio e procuratore sportivo canadese
- 1962 - José Moreno Hernández, ex astronauta e ingegnere statunitense
- 1962 - Bruno Pelletier, cantante canadese
- 1962 - Alain Robert, arrampicatore francese
- 1962 - Michael Weikath, chitarrista tedesco
- 1963 - Amal Jefriah Bolkiah, principessa bruneiana
- 1963 - Ramon Estevez, attore e produttore televisivo statunitense
- 1963 - Hiroaki Hirata, attore e doppiatore giapponese
- 1963 - Harold Perrineau, attore statunitense
- 1963 - Domenico Progna, dirigente sportivo, allenatore di calcio e ex calciatore italiano
- 1963 - Bahne Rabe, canottiere tedesco († 2001)
- 1963 - Aleksandar Zograf, fumettista e illustratore serbo
- 1964 - Signe Baumane, animatrice e scrittrice lettone
- 1964 - John Birmingham, scrittore australiano
- 1964 - Carlo Colombara, basso italiano
- 1964 - Deca, musicista italiano
- 1964 - Antonio Manzini, attore, sceneggiatore e regista italiano
- 1964 - Tim McGee, ex giocatore di football americano statunitense
- 1964 - Tom McGrath, doppiatore, animatore e regista statunitense
- 1964 - Mario Scirea, dirigente sportivo e ex ciclista su strada italiano
- 1964 - Carmine Vani, ex hockeista su ghiaccio canadese
- 1965 - Il'dar Achmerov, ammiraglio russo
- 1965 - Jocelyn Angloma, allenatore di calcio e ex calciatore francese
- 1965 - Mario Ansaldi, allenatore di calcio e ex calciatore italiano
- 1965 - Jon Jon Briones, attore e cantante filippino
- 1965 - Giovanni Del Ponte, scrittore italiano
- 1965 - Youssef Hocine, ex schermidore francese
- 1965 - Elizabeth Manley, ex pattinatrice artistica su ghiaccio canadese
- 1965 - Jules Radino, batterista statunitense
- 1965 - Carlo Recagno, fumettista italiano
- 1965 - Johnny Solinger, cantante statunitense († 2021)
- 1966 - Asya, ex wrestler, modella e culturista statunitense
- 1966 - Marco Baroni, doppiatore, direttore del doppiaggio e dialoghista italiano
- 1966 - Kristin Hersh, cantautrice e musicista statunitense
- 1966 - Stefan Heße, arcivescovo cattolico tedesco
- 1966 - Mauro Laus, politico e imprenditore italiano
- 1966 - Ezio Madonia, ex velocista e allenatore di atletica leggera italiano
- 1966 - Antonello Morroni, attore italiano
- 1966 - Emanuele Salce, attore e regista italiano
- 1966 - Jimmy Wales, imprenditore statunitense
- 1967 - Homaid Abdulla Al Shemmari, manager emiratino
- 1967 - Gilberto Angelucci, allenatore di calcio e ex calciatore venezuelano
- 1967 - Edoardo Costa, attore e modello italiano
- 1967 - Ciro Ferrara, allenatore di calcio e ex calciatore italiano
- 1967 - Josh Grant, ex cestista statunitense
- 1967 - Oleksandr Hajdaš, ex calciatore ucraino
- 1967 - Charlotte Lewis, attrice inglese
- 1967 - Antonino Miele, attore, regista teatrale e drammaturgo italiano
- 1967 - Johnny Peebucks, cantante statunitense
- 1967 - Evgenij Platov, ex danzatore su ghiaccio russo
- 1967 - Albert Rösti, politico svizzero
- 1967 - Zheng Wu, ex cestista cinese
- 1968 - Mehdi Ben Attia, regista e sceneggiatore tunisino
- 1968 - Big Mello, rapper statunitense († 2002)
- 1968 - Tomás Carbonell, allenatore di tennis e ex tennista spagnolo
- 1968 - Pietro Garibaldi, economista italiano
- 1968 - Francesca Gregorini, regista e sceneggiatrice italiana
- 1968 - Davide Lepore, doppiatore, direttore del doppiaggio e dialoghista italiano
- 1968 - Martin Max, allenatore di calcio e ex calciatore tedesco
- 1968 - Andrew McAuley, alpinista e canoista australiano († 2007)
- 1968 - Jean-Jacques Missé-Missé, ex calciatore camerunese
- 1968 - Pepe Aguilar, cantante e musicista messicano
- 1969 - Khalid Boulami, ex mezzofondista marocchino
- 1969 - Todd Brunson, giocatore di poker statunitense
- 1969 - Gianni Cavezzi, allenatore di calcio e ex calciatore italiano
- 1969 - Andrea Denegri, disegnatore e sceneggiatore italiano
- 1969 - Domino Harvey, cacciatrice di taglie britannica († 2005)
- 1969 - Paul Lambert, allenatore di calcio e ex calciatore scozzese
- 1969 - Mariko Muramatsu, ex cestista giapponese
- 1969 - Aleksej Fajzullaevič Sultanov, pianista russo († 2005)
- 1970 - Andrea Aiello, ex pallavolista italiano
- 1970 - Marlies Askamp, ex cestista tedesca
- 1970 - Jovo Bosančić, ex calciatore serbo
- 1970 - Massimiliano De Giovanni, fumettista e saggista italiano
- 1970 - Andrew Fahie, politico anglo-verginiano
- 1970 - Kim Hill, musicista statunitense
- 1970 - Mischa Kamp, regista olandese
- 1970 - Eric Namesnik, nuotatore statunitense († 2006)
- 1970 - Davide Rossi, violinista e produttore discografico italiano
- 1970 - Rod Sellers, ex cestista statunitense
- 1970 - Andrej Andreevič Tarkovskij, regista russo
- 1970 - Carmelo Travia, pianista, compositore e arrangiatore italiano
- 1971 - Chiara Carminati, scrittrice e traduttrice italiana
- 1971 - Gjergji Dema, ex calciatore albanese
- 1971 - Gregor Fučka, ex cestista e allenatore di pallacanestro sloveno
- 1971 - Valentina Grippo, politica italiana
- 1971 - Thierry Guardiola, tennista francese
- 1971 - Hsiao Bi-khim, politica e diplomatica taiwanese
- 1971 - Ralfs Jansons, ex cestista lettone
- 1971 - Gianluigi Paragone, giornalista, conduttore televisivo e ex politico italiano
- 1971 - Štefan Rusnák, ex calciatore slovacco
- 1971 - Stephan Volkert, ex canottiere tedesco
- 1971 - Rachel York, attrice, cantante e doppiatrice statunitense
- 1971 - Artūrs Zakreševskis, ex calciatore lettone
- 1971 - Alessandro Zannier, musicista e artista italiano
- 1971 - Juraj Čobej, ex calciatore slovacco
- 1972 - Martin Carruthers, allenatore di calcio e ex calciatore inglese
- 1972 - Federico Cossato, ex calciatore italiano
- 1972 - Giorgio De Bettin, dirigente sportivo, allenatore di hockey su ghiaccio e ex hockeista su ghiaccio italiano
- 1972 - Luca De Carlo, politico italiano
- 1972 - Andrea De Rossi, ex rugbista a 15, allenatore di rugby a 15 e dirigente sportivo italiano
- 1972 - Steve Delaup, ex saltatore con gli sci francese
- 1972 - Andrej Kondrašov, ex calciatore sovietico
- 1972 - Ghislain Lemaire, judoka francese
- 1972 - Davide Lorino, attore italiano
- 1972 - Xeno Müller, ex canottiere svizzero
- 1972 - Jotham Napat, politico vanuatuano
- 1972 - Brad Patton, attore pornografico, pattinatore artistico su ghiaccio e personaggio televisivo australiano
- 1972 - Gerry Peñalosa, pugile filippino
- 1972 - Aleksej Popogrebskij, regista e sceneggiatore russo
- 1972 - Behrouz Rahbarifar, ex calciatore iraniano
- 1972 - Paolo Ricci, attore italiano
- 1972 - Chip Roy, politico statunitense
- 1972 - Greg Serano, attore statunitense
- 1972 - Goran Vlaović, ex calciatore croato
- 1973 - Gabriele Ambrosetti, allenatore di calcio, dirigente sportivo e ex calciatore italiano
- 1973 - Cliò, cantante italiana
- 1973 - Laurent Gamet, giurista e avvocato francese
- 1973 - Sergej Kočetkov, schermidore russo
- 1973 - Florent Laville, ex calciatore francese
- 1973 - Zane Lowe, disc jockey, conduttore radiofonico e conduttore televisivo neozelandese
- 1973 - Martín Menacho, ex calciatore boliviano
- 1973 - Kevin Muscat, allenatore di calcio e ex calciatore australiano
- 1973 - Kimmo Rintanen, allenatore di hockey su ghiaccio e ex hockeista su ghiaccio finlandese
- 1973 - Robbie Rivera, disc jockey statunitense
- 1973 - Henry Zambrano, ex calciatore colombiano
- 1974 - Aleksej Akat'ev, ex nuotatore russo
- 1974 - Luca Calvani, attore e personaggio televisivo italiano
- 1974 - Michael Shannon, attore statunitense
- 1974 - Dana Dawson, cantante e attrice statunitense († 2010)
- 1974 - Marino Rahmberg, ex calciatore svedese
- 1974 - Claudio Sgura, baritono italiano
- 1974 - Giampaolo Sgura, fotografo italiano
- 1974 - Luis Zuleta, ex calciatore colombiano
- 1975 - Aleksej Alipov, tiratore a volo russo
- 1975 - Koray Candemir, musicista, cantautore e chitarrista turco
- 1975 - Gaahl, cantante e cantautore norvegese
- 1975 - Jim van Fessem, ex calciatore olandese
- 1975 - Megan Gale, modella e attrice australiana
- 1975 - Danijel Hrman, ex calciatore croato
- 1975 - Guy Luzon, allenatore di calcio e ex calciatore israeliano
- 1975 - Sergej Malyšev, allenatore di calcio a 5 e ex giocatore di calcio a 5 russo
- 1975 - Hans Matheson, attore britannico
- 1975 - Édgar Rentería, giocatore di baseball colombiano
- 1975 - Charlize Theron, attrice, produttrice cinematografica e modella sudafricana
- 1975 - Laurent Viérin, politico italiano
- 1975 - Xie Zhimin, ex calciatore macaense
- 1976 - Simone Bendandi, allenatore di pallavolo, ex pallavolista e ex giocatore di beach volley italiano
- 1976 - Neisser Bent, ex nuotatore cubano
- 1976 - Nicolas Brusque, ex rugbista a 15 francese
- 1976 - Dīmītrios Eleutheropoulos, allenatore di calcio e ex calciatore greco
- 1976 - Shane Lechler, ex giocatore di football americano statunitense
- 1976 - Riccardo Magi, politico italiano
- 1976 - Karen Olivo, attrice e cantante statunitense
- 1977 - Miodrag Anđelković, ex calciatore serbo
- 1977 - Francisco Arrué, ex calciatore cileno
- 1977 - Alessandro Chiodo, direttore della fotografia italiano
- 1977 - Paula Echevarría, attrice spagnola
- 1977 - Lottie Hellingman, attrice e doppiatrice olandese
- 1977 - Jamey Jasta, cantante e musicista statunitense
- 1977 - Deeyah Khan, regista cinematografica e produttrice cinematografica norvegese
- 1977 - Aleksandra Kurzak, soprano polacco
- 1977 - Sibylle Murer, ex sciatrice alpina svizzera
- 1977 - Edgar Pacheco, ex calciatore angolano
- 1977 - Samantha Ronson, cantautrice e disc-jockey britannica
- 1978 - Alexandre Aja, regista, sceneggiatore e produttore cinematografico francese
- 1978 - Sergio Bonaldi, ex biatleta e fondista italiano
- 1978 - Giovanni Filocamo, scrittore, fisico e divulgatore scientifico italiano († 2020)
- 1978 - Michael Holt, giocatore di snooker inglese
- 1978 - Błażej Korczyński, allenatore di calcio a 5 e ex giocatore di calcio a 5 polacco
- 1978 - Cirroc Lofton, attore statunitense
- 1978 - Diego Mateo, ex calciatore argentino
- 1978 - Mark McCammon, ex calciatore barbadiano
- 1978 - Linsey Dawn McKenzie, ex attrice pornografica britannica
- 1978 - Jennifer Russell, ex tennista statunitense
- 1978 - Shan Ying, ex nuotatrice cinese
- 1978 - Chiara Stefanazzi, ex ginnasta italiana
- 1978 - Alex Timbers, drammaturgo, regista e sceneggiatore statunitense
- 1978 - Vanness Wu, cantante e attore taiwanese
- 1979 - Guido Bellido, politico peruviano
- 1979 - Nenad Đorđević, allenatore di calcio e ex calciatore serbo
- 1979 - Eric Johnson, attore canadese
- 1979 - Simon Kassianides, attore, sceneggiatore e produttore cinematografico britannico
- 1979 - Seiji Koga, ex calciatore giapponese
- 1979 - Julien Leclercq, regista francese
- 1979 - Igor' Lukašin, tuffatore russo
- 1979 - Gangsta Boo, rapper statunitense († 2023)
- 1979 - Juan Pablo Rodríguez, ex calciatore messicano
- 1979 - Abigail Spanberger, politica statunitense
- 1979 - Nicole Tubiola, attrice statunitense
- 1979 - Benjamin Wallfisch, compositore e direttore d'orchestra britannico
- 1979 - James Zabiela, disc jockey britannico
- 1979 - Birgit Zotz, antropologa e scrittrice austriaca
- 1980 - Andrea Aquili, schermidore e maestro di scherma italiano
- 1980 - Godwin Attram, ex calciatore ghanese
- 1980 - George Blay, ex calciatore ghanese
- 1980 - Aurélie Claudel, modella francese
- 1980 - Emin İmaməliyev, ex calciatore azero
- 1980 - Josiel da Rocha, ex calciatore brasiliano
- 1980 - Shane Moody-Orio, calciatore beliziano
- 1980 - Euan Murray, rugbista a 15 britannico
- 1980 - Lucas Rimoldi, ex calciatore argentino
- 1980 - Tácio, ex calciatore brasiliano
- 1980 - Ken Terauchi, tuffatore giapponese
- 1980 - Antonín Žalský, pesista e discobolo ceco
- 1981 - Ángeles Balbiani, attrice e opinionista argentina
- 1981 - Anatolij Bogdanov, ex calciatore russo
- 1981 - Seydou Kante, ex calciatore ivoriano
- 1981 - Paul Kpaka, ex calciatore sierraleonese
- 1981 - Ingvill Måkestad Bovim, mezzofondista norvegese
- 1981 - David Testo, ex calciatore statunitense
- 1981 - Daniele Tomassetti, pallavolista italiano
- 1981 - Annerys Vargas, pallavolista dominicana
- 1981 - Randy Wayne, attore e produttore cinematografico statunitense
- 1981 - Cornel Züger, ex sciatore alpino svizzero
- 1982 - Yaya Adamou, ex cestista e allenatore di pallacanestro camerunese
- 1982 - Chang Ming-Huang, pesista e discobolo taiwanese
- 1982 - Bartłomiej Chwalibogowski, calciatore polacco
- 1982 - Abbie Cornish, attrice australiana
- 1982 - Iōsīf Daskalakīs, ex calciatore greco
- 1982 - Mariano Giallorenzo, dirigente sportivo e ex ciclista su strada italiano
- 1982 - Juan Martín Hernández, ex rugbista a 15 e giornalista argentino
- 1982 - Brit Marling, attrice e sceneggiatrice statunitense
- 1982 - Jana Kločkova, ex nuotatrice ucraina
- 1982 - Marco Melandri, pilota motociclistico italiano
- 1982 - Jacques Momha, ex calciatore camerunese
- 1982 - Vasilīs Spanoulīs, allenatore di pallacanestro e ex cestista greco
- 1982 - Shona Thorburn, ex cestista e allenatrice di pallacanestro canadese
- 1982 - Saman Veisi, ex cestista iraniano
- 1982 - Ester Vinci, attrice italiana
- 1982 - Martin Vučić, musicista e cantante macedone
- 1983 - Diana Aguavil, politica ecuadoriana
- 1983 - Daniel Miguel Alves Gomes, ex calciatore portoghese
- 1983 - Mario Camacho, ex calciatore costaricano
- 1983 - Maggie Castle, attrice canadese
- 1983 - Christian Chávez, cantante e attore messicano
- 1983 - Leandro Guilheiro, judoka brasiliano
- 1983 - Andrij Hrivko, ex ciclista su strada ucraino
- 1983 - Jan Hájek, ex tennista ceco
- 1983 - Federico La Penna, arbitro di calcio italiano
- 1983 - Tina O'Brien, attrice televisiva britannica
- 1983 - Gojko Pijetlović, ex pallanuotista serbo
- 1984 - Pakhshan Azizi, attivista curda
- 1984 - Roberto Braga, pallavolista italiano
- 1984 - Gary Hamilton, cestista statunitense
- 1984 - Takahiro Haruta, giocatore di football americano giapponese
- 1984 - Lester Hudson, cestista statunitense
- 1984 - Ángel Lafita, ex calciatore spagnolo
- 1984 - Admir Ljevaković, allenatore di calcio e ex calciatore bosniaco
- 1984 - Michele Merlo, ex ciclista su strada italiano
- 1984 - Stratos Perperoglou, ex cestista greco
- 1984 - Tyrone Smith, lunghista bermudiano
- 1984 - Joseph Trapanese, compositore, arrangiatore e direttore d'orchestra statunitense
- 1984 - Davide Tripiedi, politico italiano
- 1984 - Tiffany Xu, attrice e modella taiwanese
- 1984 - Yuk U-dang, attivista sudcoreano († 2003)
- 1985 - Edwin Aguilar, ex calciatore panamense
- 1985 - Margot Boer, pattinatrice di velocità su ghiaccio olandese
- 1985 - Rick Genest, modello canadese († 2018)
- 1985 - Ghislain Gimbert, calciatore francese
- 1985 - Daniel Gimeno Traver, allenatore di tennis e tennista spagnolo
- 1985 - Eduardo Ledesma, calciatore paraguaiano
- 1985 - Darren McGregor, ex calciatore scozzese
- 1985 - Jamin Olivencia, wrestler statunitense
- 1985 - Loïc Perrin, dirigente sportivo e ex calciatore francese
- 1985 - Kevyn Popovich, ex cestista statunitense
- 1985 - Ahmed Saad Osman, calciatore libico
- 1985 - Carole Vergne, schermitrice francese
- 1986 - Nancy Sumari, modella tanzaniana
- 1986 - Alexis Allart, ex calciatore francese
- 1986 - Brad Barritt, rugbista a 15 sudafricano
- 1986 - Chakib Benzoukane, calciatore marocchino
- 1986 - Paul Biedermann, ex nuotatore tedesco
- 1986 - Valter Birsa, ex calciatore sloveno
- 1986 - Orlando Bordón, ex calciatore paraguaiano
- 1986 - Il'ja Černousov, fondista russo
- 1986 - DeVon Hardin, ex cestista statunitense
- 1986 - Keahu Kahuanui, attore e modello statunitense
- 1986 - Tat'jana Kurbakova, ex ginnasta russa
- 1986 - Jiří Lindr, calciatore ceco
- 1986 - Stefanie Schwaiger, giocatrice di beach volley austriaca
- 1986 - Soner Şentürk, cestista turco
- 1986 - Katie Sowers, ex giocatrice di football americano e allenatrice di football americano statunitense
- 1986 - Abd Allah bin Bandar Al Sa'ud, principe, politico e militare saudita
- 1987 - Brigitte Ardossi, ex cestista australiana
- 1987 - Matthew Butturini, hockeista su prato australiano
- 1987 - Sidney Crosby, hockeista su ghiaccio canadese
- 1987 - Mustapha Dumbuya, ex calciatore sierraleonese
- 1987 - Adam Frączczak, calciatore polacco
- 1987 - Max Heinzer, schermidore svizzero
- 1987 - Felipe Lopes, ex calciatore brasiliano
- 1987 - Josemar Tiago Machaísse, calciatore mozambicano
- 1987 - Mai Thi Nguyen-Kim, chimica, divulgatrice scientifica e conduttrice televisiva tedesca
- 1987 - Kirk Nieuwenhuis, ex giocatore di baseball statunitense
- 1987 - Jérémie Pignard, arbitro di calcio francese
- 1987 - Alex Stepheson, ex cestista statunitense
- 1987 - Gert van Walle, pallavolista belga
- 1988 - Anikka Albrite, attrice pornografica e regista statunitense
- 1988 - Kantemir Berchamov, ex calciatore russo
- 1988 - Jonathan Bernier, hockeista su ghiaccio canadese
- 1988 - Sonia Bianco, calciatrice italiana
- 1988 - Jordan Cameron, giocatore di football americano statunitense
- 1988 - Lawrence Cherono, maratoneta keniota
- 1988 - Mohamed Coulibaly, calciatore senegalese
- 1988 - Larry Dean, ex giocatore di football americano statunitense
- 1988 - Katie Eberling, bobbista statunitense
- 1988 - Petar Grbić, calciatore montenegrino
- 1988 - Sergiu Istrati, ex calciatore moldavo
- 1988 - Zoran Kvržić, calciatore bosniaco
- 1988 - Marin Leovac, calciatore croato
- 1988 - Riccardo Malagoli, cestista italiano
- 1988 - Adrien Moerman, cestista francese
- 1988 - Luke Mulholland, dirigente sportivo e ex calciatore inglese
- 1988 - Marti Belle, wrestler statunitense
- 1988 - Erik Pieters, calciatore olandese
- 1988 - Beanie Wells, giocatore di football americano statunitense
- 1989 - Daniel Adejo, calciatore nigeriano
- 1989 - İsa Atayev, giocatore di calcio a 5 azero
- 1989 - Sherman Cárdenas, calciatore colombiano
- 1989 - Gunther Celli, giocoliere italiano
- 1989 - Djénébou Danté, velocista maliana
- 1989 - DeMar DeRozan, cestista statunitense
- 1989 - Mihail Ivanov, ex calciatore bulgaro
- 1989 - Eugenio Lamanna, calciatore italiano
- 1989 - Ramon Lopes, calciatore brasiliano
- 1989 - Tony Mitchell, cestista statunitense
- 1989 - Federico Ortiz López, calciatore argentino
- 1989 - Pablo Podio, calciatore argentino
- 1989 - Cristian Rodas, ex cestista paraguaiano
- 1989 - Kévin Vandendriessche, ex calciatore francese
- 1989 - Ty Walker, cestista statunitense
- 1989 - Yang Kyong-il, lottatore nordcoreano
- 1990 - Evgenij Belov, fondista russo
- 1990 - Tom Beugelsdijk, calciatore olandese
- 1990 - Alex Brundle, pilota automobilistico britannico
- 1990 - Axel Domont, ex ciclista su strada francese
- 1990 - Helen Flanagan, attrice britannica
- 1990 - Tashaun Gipson, giocatore di football americano statunitense
- 1990 - Carlton Guyton, cestista statunitense
- 1990 - Leonard Langat, maratoneta e mezzofondista keniota
- 1990 - Victoria Macaulay, cestista statunitense
- 1990 - Elizabeth Marks, militare e nuotatrice statunitense
- 1990 - Hermann Pernsteiner, ciclista su strada e mountain biker austriaco
- 1990 - Julian Savea, rugbista a 15 neozelandese
- 1990 - Remueru Tekiate, calciatore figiano
- 1990 - Nicolas Thoule, ex sciatore alpino francese
- 1990 - Nadja Vogel, ex sciatrice d'erba e ex sciatrice alpina svizzera
- 1991 - Blake Bell, giocatore di football americano statunitense
- 1991 - Mehdi Bourabia, calciatore francese
- 1991 - Martina De Memme, nuotatrice italiana
- 1991 - Robin Frijns, pilota automobilistico olandese
- 1991 - Hiromasa Fujimori, nuotatore giapponese
- 1991 - Lénora Guion-Firmin, velocista francese
- 1991 - Jessika Jenson, ex snowboarder statunitense
- 1991 - Corné van Kessel, ciclocrossista e ciclista su strada olandese
- 1991 - Zac MacMath, calciatore statunitense
- 1991 - Saíd Martínez, arbitro di calcio honduregno
- 1991 - Nəbi Məmmədov, artista marziale azero
- 1991 - Eric Pinkins, ex giocatore di football americano statunitense
- 1991 - Luis Salom, pilota motociclistico spagnolo († 2016)
- 1991 - Dolores Silva, calciatrice portoghese
- 1991 - Quinton Spain, giocatore di football americano statunitense
- 1991 - Mike Trout, giocatore di baseball statunitense
- 1991 - Rodrigo Viega, calciatore uruguaiano
- 1991 - Jesse Virtanen, hockeista su ghiaccio finlandese
- 1991 - Niek Vossebelt, calciatore olandese
- 1991 - Dion Wright, cestista statunitense
- 1991 - Lorenz Wäger, ex biatleta austriaco
- 1991 - Mitchell te Vrede, calciatore olandese
- 1992 - Adrien Backscheider, fondista francese
- 1992 - Dorian Dessoleil, calciatore belga
- 1992 - Yusuf Erdoğan, calciatore turco
- 1992 - Jang Ki-yong, attore e modello sudcoreano
- 1992 - Eva Mazzocchi, pallavolista italiana
- 1992 - Rosa Menga, politica italiana
- 1992 - Takumi Miyayoshi, calciatore giapponese
- 1992 - Masaaki Murakami, calciatore giapponese
- 1992 - Steve Pisani, calciatore maltese
- 1992 - Alessandro Preti, pallavolista italiano
- 1992 - Alex Schalk, calciatore olandese
- 1992 - Evgenij Tjukalov, calciatore russo
- 1992 - Wout Weghorst, calciatore olandese
- 1992 - Adam Yates, ciclista su strada britannico
- 1992 - Simon Yates, ciclista su strada e pistard britannico
- 1993 - Jaylen Babb-Harrison, cestista canadese
- 1993 - Diana Cabrera, cestista argentina
- 1993 - Erika Campesi, giocatrice di calcio a 5 e ex calciatrice italiana
- 1993 - Mprouno Chalkiadakīs, calciatore brasiliano
- 1993 - Karapet Chalyan, lottatore armeno
- 1993 - René Dedič, calciatore slovacco
- 1993 - Anton Ewald, cantante e ballerino svedese
- 1993 - Francesca Eastwood, attrice, personaggio televisivo e socialite statunitense
- 1993 - Maximilian Hofmann, calciatore austriaco
- 1993 - David Hovorka, ex calciatore ceco
- 1993 - Patrick Jacobsen, pilota motociclistico statunitense
- 1993 - Dorra Mahfoudhi, astista tunisina
- 1993 - Domagoj Samac, cestista croato
- 1993 - Velimir Stjepanović, nuotatore serbo
- 1993 - Ricky Tarrant, cestista statunitense
- 1993 - Karol Zalewski, velocista polacco
- 1994 - Federico Álvarez, calciatore argentino
- 1994 - Jérémy Desplanches, nuotatore svizzero
- 1994 - Myra Granberg, cantante svedese
- 1994 - Alexa Gray, pallavolista canadese
- 1994 - Milan Havel, calciatore ceco
- 1994 - Sayed Redha Isa, calciatore bahreinita
- 1994 - Evgenij Karlovskij, tennista russo
- 1994 - Vitaliy Khudyakov, nuotatore kazako
- 1994 - Toms Leimanis, cestista lettone
- 1994 - José Andrés Martínez, calciatore venezuelano
- 1994 - Alen Mašović, calciatore serbo
- 1994 - Ryan Mullen, ciclista su strada e pistard irlandese
- 1994 - Hor Ohannesjan, lottatore ucraino
- 1994 - Jeremiah Poutasi, giocatore di football americano statunitense
- 1994 - Popoola Saliu, calciatore nigeriano
- 1994 - Shan Jun, pugile cinese
- 1995 - Abat Aýımbetov, calciatore kazako
- 1995 - Alessandro Bellemo, calciatore italiano
- 1995 - Nicolas Bürgy, calciatore svizzero
- 1995 - Sasha Calle, attrice statunitense
- 1995 - Aljaž Dvornik, sciatore alpino sloveno
- 1995 - Florian Grillitsch, calciatore austriaco
- 1995 - Jarosław Kubicki, calciatore polacco
- 1995 - Li Zhesi, nuotatrice cinese
- 1995 - Antonio Mance, calciatore croato
- 1995 - Denis Nikiša, pattinatore di short track kazako
- 1995 - Gligorije Rakočević, cestista montenegrino
- 1995 - Iselin Solheim, lottatrice norvegese
- 1995 - Kris Statlander, wrestler statunitense
- 1995 - Laura de Witte, velocista olandese
- 1995 - Ionuț Șerban, calciatore rumeno
- 1996 - Loes Adegeest, ciclista su strada olandese
- 1996 - Tessa Allen, attrice statunitense
- 1996 - Hayato Araki, calciatore giapponese
- 1996 - Aaron Boupendza, calciatore gabonese († 2025)
- 1996 - Dani Ceballos, calciatore spagnolo
- 1996 - Dennis Daley, giocatore di football americano statunitense
- 1996 - Låpsley, cantautrice, musicista e produttrice discografica britannica
- 1996 - Ryō Fujii, calciatore giapponese
- 1996 - Gauthier Hein, calciatore francese
- 1996 - Liam James, attore canadese
- 1996 - Jaylen Johnson, cestista statunitense
- 1996 - Jevick Macfarlane, calciatore santaluciano
- 1996 - Gilchrist Nguema, calciatore gabonese
- 1996 - Mychajlo Romančuk, nuotatore ucraino
- 1996 - Giuseppe Sibilli, calciatore italiano
- 1996 - Júnior Tavares, calciatore brasiliano
- 1996 - William Togui, calciatore ivoriano
- 1996 - Ian Vorogovskıı, calciatore kazako
- 1997 - Emmanuel Arowolo, velocista nigeriano
- 1997 - Juninho Bacuna, calciatore olandese
- 1997 - Francesca Bosio, pallavolista italiana
- 1997 - Matty Cash, calciatore inglese
- 1997 - Rezan Corlu, calciatore danese
- 1997 - Brett Gray, attore statunitense
- 1997 - Donta Hall, cestista statunitense
- 1997 - Alex Highsmith, giocatore di football americano statunitense
- 1997 - Roy Lopez, giocatore di football americano statunitense
- 1997 - Alfonso Maquensi, giocatore di calcio a 5 e ex giocatore di beach soccer panamense
- 1997 - Kyler Murray, giocatore di football americano statunitense
- 1997 - Evaluna Montaner, attrice e cantante venezuelana
- 1997 - Roman Safiullin, tennista russo
- 1997 - Edmir Sali, calciatore albanese
- 1997 - Jordan Torunarigha, calciatore tedesco
- 1997 - Lee Woo-seok, arciere sudcoreano
- 1997 - Ahmed Yassin, calciatore egiziano
- 1998 - Vladimir Barbu, tuffatore italiano
- 1998 - Tommy DeVito, giocatore di football americano statunitense
- 1998 - Marek Fábry, calciatore slovacco
- 1998 - Travis Homer, giocatore di football americano statunitense
- 1998 - Jalen Hurts, giocatore di football americano statunitense
- 1998 - Amanda Nildén, calciatrice svedese
- 1998 - Pavle Perić, pallavolista serbo
- 1998 - Jefferson Tabinas, calciatore filippino
- 1998 - Vegard Kongsro, calciatore norvegese
- 1998 - Hunter Wonders, fondista statunitense
- 1999 - Alexander Abrahamsson, calciatore svedese
- 1999 - Dejan Joveljić, calciatore serbo
- 1999 - Bryan Mbeumo, calciatore francese
- 1999 - Sydney McLaughlin-Levrone, ostacolista statunitense
- 1999 - Faly Ndaw, calciatore senegalese
- 1999 - Francis Okoro, cestista nigeriano
- 1999 - Anthony Wambani, calciatore keniota
- 1999 - Moataz Zemzemi, calciatore tunisino
- 1999 - Greta Zuccheri Montanari, attrice italiana
- 2000 - Jonatan Braut Brunes, calciatore norvegese
- 2000 - Keion Brooks, cestista statunitense
- 2000 - Bobby Brown III, giocatore di football americano statunitense
- 2000 - Pascal Faatz, tuffatore olandese
- 2000 - Lauren Hemp, calciatrice inglese
- 2000 - Jevhen Isajenko, calciatore ucraino
- 2000 - Konstantin Ivliev, pattinatore di short track russo
- 2000 - David Jurásek, calciatore ceco
- 2000 - Jandro Orellana, calciatore spagnolo
- 2000 - Jerrick Reed II, giocatore di football americano statunitense
- 2000 - Tyquan Thornton, giocatore di football americano statunitense
- 2000 - Dylan Vork, tuffatore olandese
- 2000 - Suresh Singh Wangjam, calciatore indiano

## XXI secolo(27)
- 2001 - Mélinne D'Oria, calciatrice algerina
- 2001 - Vivien Endemann, calciatrice tedesca
- 2001 - Max Fenger, calciatore danese
- 2001 - Daiki Hashimoto, ginnasta giapponese
- 2001 - Edgar Pujol, calciatore dominicano
- 2002 - Juhann Begarin, cestista francese
- 2002 - Jean Botué, calciatore burkinabé
- 2002 - Kiril Fesjun, calciatore ucraino
- 2002 - Abdoul Moumouni, calciatore nigerino
- 2002 - Fredrik Oppegård, calciatore norvegese
- 2003 - Benjamin Boos, pistard e ciclista su strada tedesco
- 2003 - Álvaro Díaz, pilota motociclistico spagnolo
- 2003 - Anastasia Gorbenko, nuotatrice israeliana
- 2003 - Félix Lemaréchal, calciatore francese
- 2003 - Julián Palacios, calciatore colombiano
- 2003 - Julianna Tunyc'ka, slittinista ucraina
- 2004 - Olivier Aertssen, calciatore olandese
- 2004 - Rodrigo Cabrera, calciatore uruguaiano
- 2004 - Agate Caune, mezzofondista lettone
- 2004 - Dave Kwakman, calciatore olandese
- 2004 - Svjatoslav Nazarenko, saltatore con gli sci e ex combinatista nordico kazako
- 2004 - Hazuki Watanabe, ginnasta giapponese
- 2004 - Mario Dorgeles, calciatore ivoriano
- 2005 - Travis Mutyaba, calciatore ugandese
- 2006 - Filip Rózga, calciatore polacco
- 2008 - Anastasiya Dmytriv, nuotatrice spagnola
- 2008 - Leonardo Reale, schermidore italiano

## Senza anno specificato(2)
- Elisabetta Marchetti, regista televisiva e montatrice italiana
- Fiorenza Renda, scrittrice e sceneggiatrice italiana